# Sphärenklänge

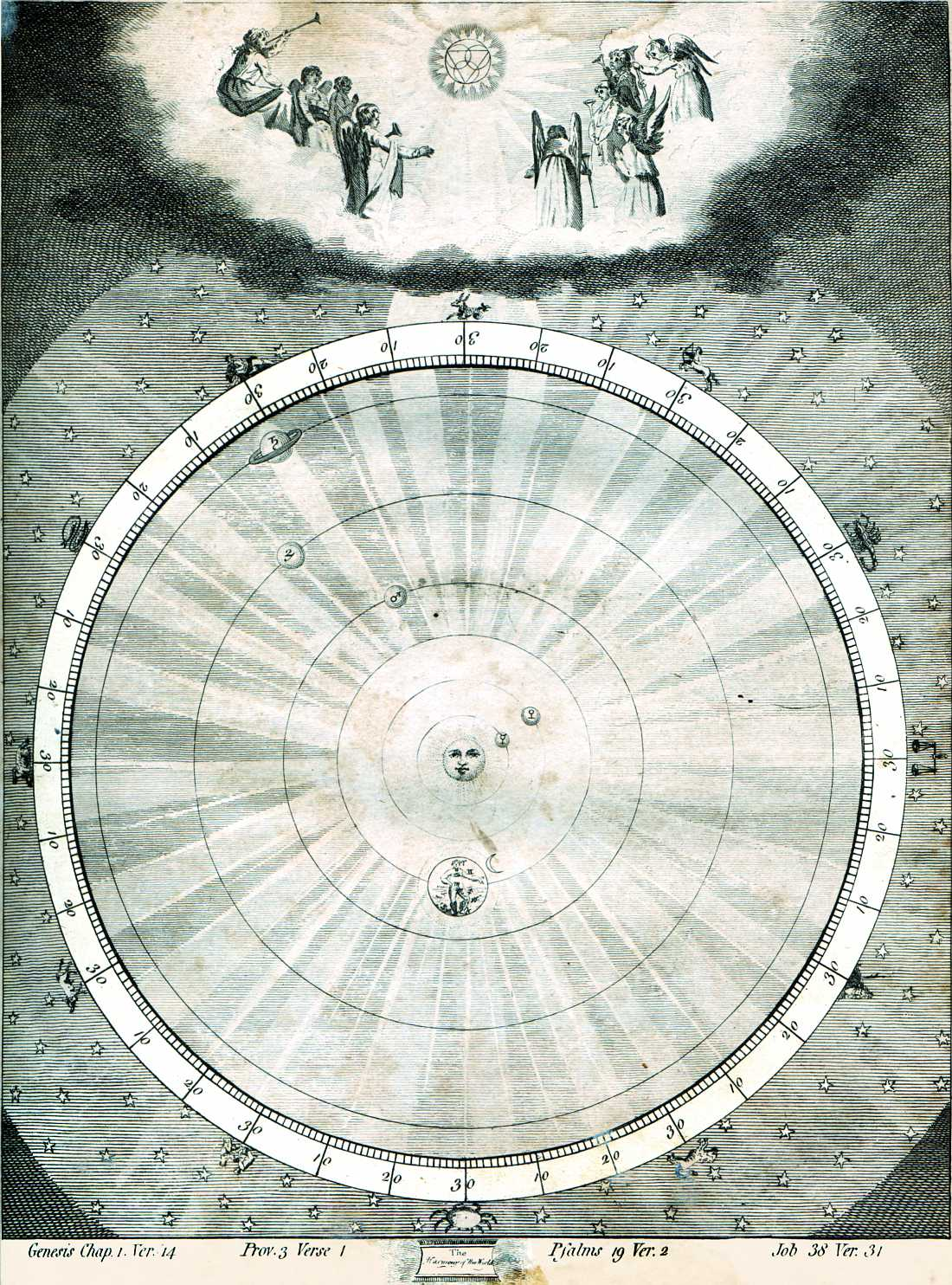
Valsen är influerad av pytagoreiska tankar om "Sfärernas musik".

Sphärenklänge, (Sfärernas musik) op. 235, är en wienervals komponerad av Josef Strauss 1868.

## Historia
Den grekiska filosofen Pythagoras trodde att de himmelska kroppars rörelse avgav ljud som inte kunde höras av det mänskliga örat och att hela universum spelade en stor harmoni. Det var en idé som kallas "sfärernas musik". Denna antika grekiska idé kan ha passat den romantiska atmosfären under 1800-talet.
År 1863 tog Josef Strauss över efter sin bror Johann Strauss den yngre som musikdirektör för medicinarbalen, som bestod av medicinstudenter vid Wiens universitet. 1868 utsågs Josef på nytt av medicinkommittén, som beslutade att göra den populära idén om "sfärernas musik" till temat för balen och bad Strauss att tillhandahålla lämplig musik. Konventionellt fick de dedicerade verken namn relaterade till arrangörerna, men av denna anledning fick valsen namnet Sphärenklänge, vilket inte hade något att göra med medicin.
Valsen uruppfördes den 21 januari 1868 i Sofiensäle i Wien. Den dagen var hela lokalen dekorerad med blått sidentyg översållat med stjärnor.  Även om titeln av vissa ansågs vara olämplig blev premiären en stor framgång och blev så småningom ett av kompositörens mästerverk.
Den österrikiska dagstidningen Fremden-Blatt skrev den 22 januari 1868:
| ” | "Melodierna i valsen var bättre än titeln, eftersom det gjorde ett märkligt intryck att musikaliskt påminnas om livet efter detta på medicinbalen, av alla ställen." | „ |

I UFA-filmen Wien dansar och ler (1931) använder sig Werner R. Heymann av Sphärenklänge vid viktiga nyckelscener.

## Wienerfilharmonikernas nyårskonsert
Den spelades vid nyårskonserten från Wien följande år:
| - 1943 – Clemens Krauss - 1948 – Clemens Krauss - 1954 – Clemens Krauss - 1959 – Willi Boskovsky - 1964 – Willi Boskovsky - 1968 – Willi Boskovsky - 1973 – Willi Boskovsky - 1978 – Willi Boskovsky - 1979 – Willi Boskovsky | - 1980 – Lorin Maazel - 1987 – Herbert von Karajan - 1992 – Carlos Kleiber - 2004 – Riccardo Muti - 2009 – Daniel Barenboim - 2013 – Franz Welser-Möst - 2016 – Mariss Jansons - 2019 – Christian Thielemann - 2022 – Daniel Barenboim |